# S103 (Amsterdam)
De S103 (stadsroute 103) is een verkeersweg in de Nederlandse gemeente Amsterdam. De S103 verbindt Westpoort via Slotermeer en het stadsdeel West met het centrum van Amsterdam (S100).
De S103 begint bij het kruispunt met de S102/N202 in het westelijke havengebied en loopt door het bedrijventerrein Sloterdijk II. Hier is er een aansluiting op de Westrandweg (A5). De S103 volgt daarna diverse wegen in het bedrijventerrein. Bij de Australiëhavenweg, Luvernes en de Seineweg is het mogelijk om richting de parallelle S102 te rijden. Vervolgens buigt de S103 af richting de N200. De S103 volgt de Haarlemmerweg (N200) tot de Ring A10, dit weggedeelte is in beheer bij Rijkswaterstaat en ligt ook buiten de bebouwde kom van Amsterdam.
Na de aansluiting met de Ring A10 komt de weg in het stadsdeel West. Hier is er een kruispunt met de S104 richting Bos en Lommer. De S103 blijft parallel lopen langs de Haarlemmertrekvaart en de Westergasfabriek richting het centrum. De S103 eindigt op de centrumring S100 (Nassaukade).
Ringweg A10 (Ringweg-West, -Noord / -Oost / -Zuid)

Overige autosnelwegen:
voorheen Muiderstraatweg (A1) · 
Utrechtseweg (A2) · 
Haagseweg (A4) · 
Westrandweg (A5) · 
Coentunnelweg (A8) ·
Gaasperdammerweg (A9)

Stadsroutes:
S100 ·
S101 ·
S102 ·
S103 ·
S104 ·
S105 ·
S106 ·
S107 ·
S108 ·
S109 ·
S110 ·
S111 ·
S112 ·
S113 ·
S114 ·
S115 ·
S116 ·
S117 ·
S118

Overige wegen:
Gooiseweg ·
Haarlemmerweg ·
Nieuwe Leeuwarderweg ·
Nieuwe Utrechtseweg

Knooppunten:
Amstel ·
Coenplein ·
De Nieuwe Meer ·
Holendrecht ·
Watergraafsmeer